# Nachfrageüberhang
Ein Nachfrageüberhang (englisch demand surplus) liegt in der Wirtschaft vor, wenn auf einem Markt die Nachfrage das Angebot übersteigt. Gegensatz ist der Angebotsüberhang.

## Allgemeines
Funktionierende Märkte tendieren dazu, Angebots- und Nachfragemenge zum Marktpreis oder Gleichgewichtspreis zum Ausgleich zu bringen; es liegt Marktgleichgewicht vor. Nachfrageüberhänge sind dagegen ein Indiz für Marktungleichgewichte. Erhöhen die Nachfrager ihre Nachfrage {\displaystyle D} bei gegebenem Angebot {\displaystyle S} an Gütern oder Dienstleistungen – aus welchem Grund auch immer – so entsteht ein Nachfrageüberhang:
{\displaystyle S<D}.
Durch die Knappheit des Angebots muss die große Nachfrage repartiert werden. Der Preismechanismus sorgt hierbei für Preissteigerungen, bei denen sich manche Nachfrager zurückziehen. Dieser Nachfrageüberhang gibt den Anbietern einen Anlass zur Preiserhöhung und/oder zur Vergrößerung ihrer Kapazitäten. Durch diese Anpassungen verschwindet der Nachfrageüberhang nach einiger Zeit, und es tritt Marktgleichgewicht ein.

## Ursachen und Folgen
Nachfrageüberhänge sind charakteristisch für Verkäufermärkte, auf denen die Anbieter die größere Verhandlungsmacht besitzen. Ein Nachfrageüberhang kann sich vor allem entwickeln, wenn die Konkurrenz auf der Anbieterseite sehr klein ist und bei den Nachfragern noch keine Marktsättigung erreicht ist. Hauptursache ist meist die Unterbeschäftigung bei Anbietern. Der Nachfrageüberhang tritt unterhalb des Gleichgewichtspreises auf. Er führt tendenziell zu steigenden Preisen, es besteht eine inflatorische Wirkung. Auf nicht funktionierenden Märkten wird der Staat regulierend durch Interventionismus eingreifen, etwa auf dem Devisenmarkt durch Devisenmarktintervention. Der Staat tendiert dazu, bei Nachfrageüberhängen Höchstpreise festzulegen. Beispiel ist der deutsche Wohnungsmarkt, der durch knappes Wohnungsangebot gekennzeichnet ist. Folge sind Mietpreissteigerungen, so dass der Staat mit Mietpreisbindungen eingreift. Ein Nachfrageüberhang geht stets von den Nachfragern aus. 
Auf dem Geldmarkt heißt der Nachfrageüberhang Geldlücke und der Angebotsüberhang Geldüberhang. Ein Geldmarktgleichgewicht liegt vor, wenn das Geldangebot {\displaystyle M} der Geldnachfrage {\displaystyle L} entspricht:
{\displaystyle M=L}.
Stimmen Geldnachfrage und Geldangebot nicht überein, liegt entweder eine Geldlücke
{\displaystyle M<L}
oder umgekehrt ein Geldüberhang
{\displaystyle M>L}
vor. Letzterer führt zu einer Zinssenkung, bis die Geldnachfrage auf das Zinsniveau der Geldmenge angestiegen ist. Geldlücke oder Geldüberhang erzeugen inflatorische oder deflatorische Wirkungen auf dem Gütermarkt und werden deshalb im Rahmen der Geldpolitik von den Zentralbanken durch Steuerung des Geldangebots beseitigt.

## Abgrenzung
Nachfrageüberhang und Angebotslücke sind zwar modelltheoretisch das gleiche, der Unterschied zwischen beiden liegt jedoch in der Ursache der Differenz und in den Auswirkungen bezüglich Preis- und Mengenänderung. Die Unterschiede lassen sich aus folgender Tabelle ablesen:
| Marktungleichgewicht | Preisänderung   | Mengenänderung   |
| -------------------- | --------------- | ---------------- |
| Nachfrageüberhang    | Preissteigerung | Mengensteigerung |
| Nachfragelücke       | Preisrückgang   | Mengenrückgang   |
| Angebotsüberhang     | Preisrückgang   | Mengensteigerung |
| Angebotslücke        | Preissteigerung | Mengenrückgang   |

Während der Nachfrageüberhang auf eine Preis- und Mengensteigerung zurückzuführen ist, beruht die Angebotslücke auf einer Preissteigerung und einem gleichzeitigen Mengenrückgang.
Beispielsweise bewirkt ein Rückgang der Investitionen bei gegebenem Kreditzins einen Angebotsüberhang des Kreditangebots auf dem Kreditmarkt, dem eine Nachfragelücke auf dem Investitionsgütermarkt entspricht.